# Joseph-Elisabeth Lanjuinais
Pour les autres membres de la famille, voir Famille Lanjuinais.
Joseph-Elisabeth Lanjuinais, né le 17 novembre 1755 à Rennes et mort le 6 mars 1835 à Paris), est un homme d'Église français des XVIIIe et XIXe siècles.

## Biographie
Joseph-Elisabeth est frère puîné de Jean-Denis Lanjuinais, avocat qui fut successivement député aux États généraux de 1789 et à la Convention nationale, sénateur du Premier Empire et membre de la Chambre des pairs.
« Lanjuinais cadet » est élevé, ainsi que son frère, dans les principes du jansénisme. Il se fait recevoir docteur en théologie, et est ordonné en 1779.
Ayant prêté le serment en 1791, il est nommé vicaire épiscopal de Lecoz, évêque constitutionnel d'Ille-et-Vilaine (Rennes). Depuis ce temps l'abbé Lanjuinais ne cesse d'être attaché à ce parti ; ce qui ne l'empêche pas d'être arrêté sous la Terreur.
Député au concile des constitutionnels en 1797, il y remplit les fonctions de secrétaire, et assiste également en 1799 au synode de Rennes, où il a le titre de promoteur.
Porté sur une liste pour l'épiscopat en 1802, il n'est pourtant point nommé. Son frère, dont le crédit est puissant, veut alors lui faire donner la cure de Saint-Sauveur, poste que l'abbé Lanjuinais occupait sous l'évêque constitutionnel, et Portalis fait à ce sujet de vives instances à Mgr de Maillé, nouvel évêque de Rennes, qui refuse constamment à son protégé la première cure de la ville.
Le prélat voit moins d'inconvénient à le nommer chanoine. L'abbé Lanjuinais parait d'abord se soumettre à ce qui lui est demandé par l'évêque : il signe une profession de foi dirigée contre les erreurs des constitutionnels, la rétracte, s'y soumet de nouveau, et continue de se montrer l'ami et le soutien du parti janséniste à Rennes.
Mgr Mannay, devenu évêque de ce diocèse, mande Lanjuinais en décembre 1820, et essaye de le ramener à une soumission complète et définitive aux décisions de l'Église, et, ne pouvant y réussir, lui retire ses pouvoirs.
Le chanoine va alors se fixer auprès de son frère à Paris, en conservant son traitement de chanoine. L'esprit de parti se mêle dans cette affaire et tente, mais sans succès, d'agiter l'opinion. L'abbé Lanjuinais meurt le 6 mars 1835.